# Éric de Lorraine
Éric de Lorraine né à Nancy le 14 mars 1576 et mort dans la même ville le 27 avril 1623 est un prélat français.
Évêque de Verdun de 1593 à 1611, il est fils de Nicolas de Mercœur, duc de Mercœur, et de Catherine de Lorraine-Aumale.

## Biographie
Quinzième enfant de son père, le cinquième d'un troisième lit, Éric de Lorraine est dès son plus jeune âge destiné à l'état ecclésiastique.
Son instruction est confiée au prêtre Christophe de la Vallée, qui bientôt se trouva placé sur le siège épiscopal de Toul, afin de le réserver à son jeune élève trop jeune pour y être nommé. Certains ouvrages[réf. nécessaire] lui prêtent une jeunesse turbulente, ce qui ne l'empêche pas d'être destiné à l'Église : il est pourvu de l'abbaye de Moyenmoutier le 31 mars 1588, puis il est nommé évêque de Verdun en 1593 par le pape Clément VIII sur les instances du roi de France, et de la famille de Lorraine. Il a la juridiction temporelle, et son précepteur la charge du spirituel. Puis il obtient une dispense et entre en possession de l'évêché et du comté au mois d'août 1597.
Il aurait envoyé au pape une supplique en 1596, pour lui demander de se faire jésuite et lui dire que sa place était mieux à batailler pour défendre la papauté, et qu'il était nuisible dans son évêché alors que son compétiteur et l'empereur faisaient le maximum pour l'évincer.
Il revient à Verdun en 1597 et, encouragé par le cardinal Robert Bellarmin, se montre un évêque modèle. Il organise la tenue de synodes pour former son clergé, dont les statuts sont publiés, et joue un rôle important dans la réforme des ordres bénédictins en Lorraine.
Il tombe amoureux de Marie Du Puy, dame de Vatan dans le Berry, qu'il rencontre à l'abbaye Notre-Dame de Jarcy, dont l'abbesse, sœur de Marie, est à l'origine de l'arrangement de leur mariage. Il l'épouse devant un prêtre complaisant, après avoir séjourné avec elle au logis abbatial. Il est appelé à comparaître devant le nonce apostolique Maffeo Barberini, futur pape Urbain VIII, le 14 décembre 1605 à Vincennes au monastères des Bonhommes, religieux minimes. Il est suspendu le 19 décembre 1605, déféré devant le tribunal de l'Inquisition et relégué chez les Jésuites de Pont-à-Mousson. Pour se défendre, il allègue avoir été ensorcelé. Il est donc exorcisé, puis rétabli en 1608 dans son diocèse.
En 1610, il renonce à sa charge d'évêque de Verdun en faveur de son neveu Charles de Lorraine (1592-1631), et revêt la robe des capucins. Il meurt à Nancy en 1623. Inhumé une première fois dans l’église du couvent des capucins de Varangéville, ses restes ont été transférés dans l'église des Cordeliers de Nancy.